# Multi Picture Object
MPO (ang. Multi Picture Object) – format zapisu statycznych obrazów 3D. Plik zawiera w sobie wiele obrazów JFIF.

## Historia
Format MPO, jak i jego oficjalna specyfikacja, utworzone zostały przez Camera & Imaging Products Association (CIPA) w 2009 roku.
Głównym problemem, który miał rozwiązać format MPO, był zapis stereoskopowych obrazów 3D. W standardowym formacie JPEG zapisać można jedynie jeden obraz, a 3D stereoskopowe wymaga co najmniej dwóch wyświetlanych jednocześnie. Istniejącymi rozwiązaniami było wyświetlanie kilku osobnych plików jednocześnie bądź powiązanie ich w obiekt DCF przy użyciu metadanych EXIF.

## Działanie
Format MPO pozwala na zapis kilku obrazów w jednym pliku wraz z tagami informującymi o ich zastosowaniu.

### Struktura danych
Plik MPO powstaje z konkatenacji kilku plików JFIF o zmodyfikowanej strukturze (pozbawionych informacji o wersji standardu JFIF), zawierających po kolei:
1. znak SOI (Start of Image)
2. dane EXIF wraz z miniaturą obrazu (thumbnail)
3. dodatkowe metadane MP (Multi Picture, od nazwy formatu)
4. właściwy obraz
5. znak EOI (End of Image)[1]